# Душан Вујисић
Душан Вујисић (Призрен, 2. август 1929 — Београд, 11. јул 1977) био је српски глумац.
Старији брат му је био глумац Павле Вуисић.

## Биографија
Рођен је 2. августа 1929. године у Призрену од оца Милисава и мајке Радмиле Вујисић (1899-1976).
Породица је до 1941. живела на Цетињу где је његов отац Милисав био шеф полиције па је због радног места често мењала боравак.
Пре него што је упловио у глумачке воде, био је активни официр југословенске ратне морнарице, као капетан торпедног чамца.
Душан је глумио уз брата, прво у филму Шешир професора Косте Вујића из 1972. године, а затим и у серијалу Повратку отписаних.
Браћа нису били у добрим односима и да су били потпуно различити. Оно што је занимљиво да је Павле избацио слово „ј” из презимена, док га је Душан задржао.

## Улоге
Играо је у 40 филмова, махом споредне улоге.
|                   | 1950▼ | 1960▼ | 1970▼ | Укупно |
| ----------------- | ----- | ----- | ----- | ------ |
| Дугометражни филм | 5     | 23    | 12    | 40     |
| ТВ филм           | 0     | 1     | 2     | 3      |
| ТВ серија         | 0     | 0     | 9     | 9      |
| ТВ мини серија    | 0     | 1     | 0     | 1      |
| Кратки филм       | 0     | 5     | 1     | 6      |
| Укупно            | 5     | 30    | 24    | 59     |

| Год.      | Назив                                      | Улога                                              |
| --------- | ------------------------------------------ | -------------------------------------------------- |
| 1950.-те▲ |                                            |                                                    |
| 1958.     | Погон Б                                    | Возач Жива                                         |
| 1958.     | Те ноћи                                    | Пијанац                                            |
| 1959.     | Ветар је стао пред зору                    |                                                    |
| 1959.     | Бесни као море (немачко-амерички филм)     |                                                    |
| 1959.     | Три Ане                                    |                                                    |
| 1960.-те▲ |                                            |                                                    |
| 1960.     | Партизанске приче                          |                                                    |
| 1962.     | Степа                                      |                                                    |
| 1962.     | Мачак под шљемом                           | Стевица                                            |
| 1962.     | Звиждук у осам                             | Фотограф                                           |
| 1963.     | Чудна девојка                              | Рођа                                               |
| 1964.     | Вртлог                                     |                                                    |
| 1965.     | Горки део реке                             | Пијанац                                            |
| 1965.     | Инспектор                                  | Портир на капији                                   |
| 1965.     | Проверено, нема мина                       | Стари сват на свадби                               |
| 1965.     | Џинкис Кан (британско-немачки филм)        | Хо Мун Тим                                         |
| 1965.     | Војници (италијанско-француски филм)       |                                                    |
| 1965.     | Винету 3 (серија)                          | Скотер                                             |
| 1966.     | Рој                                        | Мустафа                                            |
| 1966.     | Сан (мини-серија)                          | Алимпије                                           |
| 1967.     | Дивље семе                                 | Кметов слуга                                       |
| 1967.     | Празник                                    | Дује                                               |
| 1967.     | Соледад (француско-италијански филм)       |                                                    |
| 1967.     | Боксери иду у рај                          | Шумар                                              |
| 1968.     | Бекства                                    |                                                    |
| 1969.     | Растанак (кратак филм)                     |                                                    |
| 1969.     | Маневар                                    |                                                    |
| 1969.     | Крв (кратак филм)                          |                                                    |
| 1969.     | Добро нам дошли (кратак филм)              |                                                    |
| 1969.     | На лево круг (кратак филм)                 |                                                    |
| 1969.     | Поглед уназад (ТВ)                         |                                                    |
| 1969.     | Кад сам био војник (ТВ мини серија)        |                                                    |
| 1970.-те▲ |                                            |                                                    |
| 1970.     | Кондори (кратак филм)                      |                                                    |
| 1970.     | Бурдуш                                     |                                                    |
| 1971.     | Шешир професора Косте Вујића (ТВ)          | Станодавац Ивковић                                 |
| 1971.     | Опклада                                    | Гост у кафани                                      |
| 1971.     | Овчар                                      | Непријатељски расположен сељак (као Душан Вујисић) |
| 1971.     | Улога моје породице у свјетској револуцији |                                                    |
| 1972.     | И Бог створи кафанску певачицу             |                                                    |
| 1972.     | Киша                                       |                                                    |
| 1973.     | Павиљон број шест                          | Официр                                             |
| 1973.     | Камионџије (серија)                        | Гуглета                                            |
| 1973.     | Наше приредбе (ТВ серија)                  |                                                    |
| 1973.     | Жута                                       | Избацивач                                          |
| 1973      | Со                                         |                                                    |
| 1974.     | Димитрије Туцовић (ТВ серија)              |                                                    |
| 1975.     | Павле Павловић                             | Богаташ                                            |
| 1975.     | Ђавоље мердевине (серија)                  |                                                    |
| 1975.     | Песма (ТВ серија)                          |                                                    |
| 1976.     | Доктор Младен                              | Суља                                               |
| 1976.     | Грлом у јагоде (серија)                    | Милиционер                                         |
| 1976.     | Повратак отписаних                         | Јефта                                              |
| 1977.     | Поробџије (серија)                         |                                                    |
| 1978.     | Павиљон 6                                  |                                                    |
| 1978.     | Повратак отписаних (ТВ серија) (серија)    | Јефта                                              |